# نیام بازویی
نیام بازویی (فاسیای بازویی یا نیام عمقی بازو) با پوششی که ماهیچه دالی و ماهیچه سینه‌ای بزرگ را می‌پوشاند، پیوستگی و امتداد دارد و به وسیله آن در بالا به ترقوه، زائده سرشانه‌ای (آکرومیون) و خار کتف متصل می‌شود. نیام بازویی غلافی نازک، شل و غشایی برای ماهیچه‌های بازو تشکیل می‌دهد و بین آن‌ها تیغه ایجاد می‌کند. نیام بازویی از الیافی تشکیل شده‌است که در جهت دایره‌ای یا مارپیچی قرار گرفته‌اند و توسط الیاف عمودی و مایل به یکدیگر متصل شده‌اند.
این نیام از نظر ضخامت در قسمت‌های مختلف متفاوت است، روی ماهیچه دوسر بازو نازک‌تر است، اما در جایی که ماهیچه سه‌سر بازو را می‌پوشاند، و روی اپیکوندیل‌های استخوان بازو ضخیم‌تر است: نیام بازویی توسط آپونوروزهای فیبری که از ماهیچه سینه‌ای بزرگ و ماهیچه پشتی بزرگ (لتیسیموس دورسی) داخلی مشتق می‌شوند، و همچنین از سوی جانبی توسط دالی‌مانند تقویت می‌شود.
نیام بازویی در هر دو طرف یک تیغه (سپتوم) بین عضلانی قوی ایجاد می‌کند که به برجستگی فوق کندیل مربوطه و اپی‌کوندیل استخوان بازو متصل است.